# داستان‌های مردگان متحرک
داستان‌های مردگان متحرک (به انگلیسی: Tales of the Walking Dead)، مجموعه تلویزیونی آنتولوژی، درام، ترسناک، پسارستاخیزی آمریکایی است که توسط اسکات ام. گیمپل و چانینگ پاول ساخته شده‌است. چهارمین مجموعه تلویزیونی از مجموعه مردگان متحرک، یک اسپین‌آف برای مردگان متحرک است که بر اساس مجموعه کتاب‌های مصور به همین نام توسط رابرت کرکمن، تونی مور و چارلی ادلرد ساخته شده‌است.
داستان‌های مردگان متحرک بین ۱۴ اوت تا ۱۸ سپتامبر ۲۰۲۲ از ای‌ام‌سی پخش شد. ادامه این سریال با عنوان «داستان‌های بیشتر از دنیای مردگان متحرک» در دست ساخت است.

## پیش‌زمینه
داستان‌های مردگان متحرک یک مجموعه آنتولوژی است که بر اساس شخصیت‌های جدید و موجود در دنیای مردگان متحرک ساخته شده‌است.

## قسمت‌ها
| فصل | قسمت‌ها | قسمت‌ها | تاریخ اصلی روی آنتن رفتن | تاریخ اصلی روی آنتن رفتن |
| فصل | قسمت‌ها | قسمت‌ها | اولین بار                | آخرین بار                |
| --- | ------ | ------ | ------------------------ | ------------------------ |
| ۱   | ۶      | ۶      | ۱۴ اوت ۲۰۲۲              | ۱۸ سپتامبر ۲۰۲۲          |

### فصل ۱ (۲۰۲۲)
| قسمت | عنوان            | کارگردان            | نویسنده                       | تاریخ پخش       | میانگین بیننده در آمریکا (میلیون) |
| ---- | ---------------- | ------------------- | ----------------------------- | --------------- | --------------------------------- |
| ۱    | «ایوی/ جو»       | ران آندروود         | مایا گلداسمیت و بن سوکولوفسکی | ۱۴ اوت ۲۰۲۲     | ۰٫۵۷۲                             |
| ۲    | «بلر/ جینا»      | مایکل ای. ساترازمیس | کاری دریک                     | ۲۱ اوت ۲۰۲۲     | ۰٫۴۴۸                             |
| ۳    | «دی»             | مایکل ای. ساترازمیس | چانینگ پاول                   | ۲۸ اوت ۲۰۲۲     | ۰٫۴۳۰                             |
| ۴    | «امی/ دکتر اورت» | حیفا المنصور        | احمدو گاربا                   | ۴ سپتامبر ۲۰۲۲  | ۰٫۴۰۹                             |
| ۵    | «داوون»          | مایکل ای. ساترازمیس | چانینگ پاول                   | ۱۱ سپتامبر ۲۰۲۲ | ۰٫۳۸۷                             |
| ۶    | «لادونا»         | دبورا کامپمیر       | لیندزی ویارئال                | ۱۸ سپتامبر ۲۰۲۲ | ۰٫۳۷۸                             |

## تولید

### توسعه
در سپتامبر ۲۰۲۰، ای‌ام‌سی اعلام کرد که آنها و اسکات ام. گیمپل در حال ساخت یک مجموعه آنتولوژی بوده‌اند که در دنیای مردگان متحرک اتفاق می‌افتد. در اکتبر ۲۰۲۱، ای‌ام‌سی رسماً خبر از پخش یک فصل اول شش قسمتی برای اواسط ۲۰۲۲ داد. چانینگ پاول، که هم برای مردگان متحرک و هم از مردگان متحرک بترسید نویسندگی کرده بود، به عنوان شورانر سریال انتخاب شد.

### انتخاب بازیگران
در فوریه ۲۰۲۲، ای‌ام‌سی اعلام کرد که آنتونی ادواردز، پارکر پوزی، تری کروس، پاپی لیو و جیلیان بل برای ایفای نقش‌های اصلی انتخاب شده‌اند. دانیلا پیندا، اولیویا مان، دنی رامیرز، لوان چبانول، امبت دیویتس، جسی آشر بعداً به جمع بازیگران پیوستند. در آوریل ۲۰۲۲، تأیید شد که سامانتا مورتون نقش خود را به عنوان آلفا در یک قسمت تکرار خواهد کرد، و لورن گلازیر و مت مدرانو به بازیگران پیوستند.

### فیلم‌برداری
فیلم‌برداری این سریال در جولای ۲۰۲۲ در بافرد، جورجیا با اولین قسمت به کارگردانی مایکل ای. ساترازمیس آغاز شد. ساترازمیس چندین قسمت از دو سریال مردگان متحرک و از مردگان متحرک بترسید را کارگردانی کرده‌است. در فوریه ۲۰۲۲، تأیید شد که ساترازمیس سه قسمت از شش قسمت فصل اول را کارگردانی خواهد کرد و قسمت‌های باقیمانده توسط حیفا المنصور، دبورا کامپمیر و تارا نیکول وایر (که قبلاً فیلم از مردگان متحرک بترسید را کارگردانی کرده بود) کارگردانی خواهند کرد. بعداً مشخص شد که ران آندروود به جای وایر کارگردانی یک قسمت را بر عهده خواهد داشت. در آوریل ۲۰۲۲، یکی از خدمه در صحنه فیلم‌برداری دچار آسیب تصادفی شد و تولید برای مدت کوتاهی به حالت تعلیق درآمد. فیلم‌برداری این سریال در آوریل ۲۰۲۲ به پایان رسید.

## انتشار

### پخش
اولین قسمت این سریال در ۱۴ اوت ۲۰۲۲ از شبکه ای‌ام‌سی پخش شد. هر هفته یک قسمت از این سریال در شبکه ای‌ام‌سی منتشر می‌شد.

## آینده
ادامه سریال داستان‌های مردگان متحرک قرار است با یک سریال جداگانه با عنوان «داستان‌های بیشتر از دنیای مردگان متحرک» ساخته شود.